# Vickers Type 161
Il Vickers Type 161 era un aereo da caccia realizzato dall'azienda britannica Vickers-Armstrongs nei primi anni trenta.
Velivolo biplano realizzato con l'inusuale, per l'epoca, disposizione del motore in configurazione spingente, era caratterizzato dall'armamento costituito da un solo cannone di grosso calibro (almeno per un velivolo) disposto in posizione obliqua e direzionato verso l'alto, da impiegare sparando contro i velivoli avversari volando a quote a loro inferiori.
L'idea dell'utilizzo dell'arma di grosso calibro, e della relativa tattica di impiego, venne in seguito abbandonata dalle autorità militari ed il velivolo rimase allo stadio di prototipo.

## Storia del progetto
Il progetto del Vickers Type 161 nacque in risposta alla specifica dell'Air Ministry F.29/27: la richiesta prevedeva specificamente la realizzazione di un aereo da caccia monoposto che impiegasse il cannone automatico calibro 37 mm realizzato dalla Coventry Ordnance Works (C.O.W.), allo scopo di attaccare i bombardieri nemici.
I requisiti contenuti nella richiesta per il nuovo velivolo includevano l'agevole accessibilità dell'arma da parte del pilota e la stabilità dell'aereo in volo, al fine di costituire una valida piattaforma di tiro.
La Vickers optò per un velivolo dalla formula per l'epoca ormai desueta, accompagnandola peraltro con elementi all'avanguardia: così al motore aeronautico in configurazione spingente si affiancarono la struttura completamente metallica, il doppio trave di coda ed il disegno affusolato della fusoliera, la cui sezione posteriore aveva solo funzione aerodinamica e non portante.
Il Type 161 venne portato in volo per la prima volta il 21 gennaio del 1931; i primi test evidenziarono carenze in quanto a stabilità orizzontale per ovviare alle quali venne realizzato un nuovo impennaggio, dotato di timone di maggiori dimensioni. Secondo una delle fonti reperite, tale modifica comportò il mutamento della designazione del velivolo in Type 162.
Le modifiche apportate garantirono il buon comportamento in volo dell'aereo e, nel mese di settembre dello stesso anno, questo venne trasferito presso la base di Martlesham Heath (situata nei pressi di Woodbridge) per le prove ufficiali.
Nel frattempo, tuttavia, l'interesse per il sistema d'arma era venuto meno e la richiesta non sfociò in ordinativi di produzione; lo sviluppo del Vickers Type 161 non ebbe quindi alcun seguito.

## Tecnica

### Struttura
Il Vickers Type 161 era un biplano dalla configurazione alare di tipo sesquiplana; l'ala superiore era appoggiata sull'estremità superiore della fusoliera mentre il piano alare inferiore era disposto al di sotto della fusoliera stessa, alla quale era collegato tramite una trave di sostegno centrale e due aste di controvento dalla forma a "V". I due piani alari erano tra loro collegati da due montanti, per ciascun lato, a forma di "I".

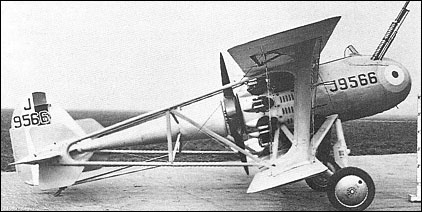
Vista laterale del Type 161.

Dalle semiali, in corrispondenza della coppia di montanti interna, si staccavano le travi di coda: queste erano costituite da due elementi tubolari che, partendo dalle due ali, si congiungevano in coda dove sostenevano gli stabilizzatori di tipo monoplano. Dalle travi di coda partivano, circa a metà della loro lunghezza, altre tre coppie di tubi metallici: due di queste sostenevano la sezione centrale della fusoliera mentre la terza coppia si collegava alla fusoliera nella sezione terminale che sosteneva il timone. Le varie strutture erano tra loro collegate mediante cavetti in acciaio, che conferivano maggior rigidità al complesso.
Tale configurazione era stata realizzata, come detto, per garantire maggior stabilità al velivolo poiché la configurazione spingente del motore richiedeva (per la presenza posteriore dell'elica) la fusoliera "a gondola", priva quindi di collegamenti portanti con gli impennaggi.
La fusoliera ospitava nella sezione di prua sia l'abitacolo (disposto leggermente disassato sulla sinistra, di tipo scoperto) che il cannone (più a destra e poco più avanti). Posteriormente alloggiava il gruppo motopropulsore.

### Motore
L'unità motrice installata era il radiale Bristol Jupiter nella versione VIIF: si trattava di un 9 cilindri (disposti su una singola stella) raffreddato ad aria capace della potenza di 530 hp (pari a 395 kW). L'elica era quadripala, metallica, e le quattro pale erano disposte intorno ad un anello che, opportunamente dimensionato, conferiva continuità alla forma della fusoliera, raccordandosi con le due diverse sezioni tra loro non contigue.

### Armamento
L'unica arma installata sul Type 161 era il cannone automatico calibro 37 mm realizzato dalla britannica Coventry Ordnance Works; inclinato verso l'alto di 45° e dotato di 50 proiettili (dal peso di circa 650 g ciascuno), il cannone rappresentava la ragione stessa del progetto, in quanto doveva servire per abbattere i velivoli nemici (specificamente bombardieri) approcciati da una quota inferiore.